# Linia 103 de tramvai din Ploiești
Tramvaiul 103 din Ploiești a fost o linie de tramvai a TCE Ploiești care a început din sud-vestul Ploieștiului, din apropierea Gării de Vest, de la Gara de Vest până la Gara de Sud, capătul sudic al liniei, în apropierea Gării de Sud. Această linie a urmat următorul traseu: Gara de Vest - Strada Domnișori - Strada Libertății - Șoseaua Vestului - Bulevardul Republicii - Strada Gheorghe Doja - Strada George Coșbuc - Strada Ștefan Greuceanu - Strada Nicolae Bălcescu - Strada Ștefan cel Mare - Strada Democrației - Strada Depoului - Gara de Sud.

## Traseu și stații

### Schema traseului
|  |   |   |   | Nume Stație                 | Artera                  | Corespondențe |
|  | - | - | - | --------------------------- | ----------------------- | ------------- |
|  | ↓ | O | ↑ | Gara de Vest                | Strada Domnișori        | 102           |
|  |   | o |   | Pasaj Mărășești             | Strada Libertății       | 102           |
|  |   | o |   | Lămăița                     | Șoseaua Vestului        | 102           |
|  |   | o |   | Cosminele                   | Șoseaua Vestului        | 102           |
|  |   | o |   | Biserica Înălțimea Domnului | Șoseaua Vestului        | 102           |
|  |   | o |   | A.C.R.                      | Șoseaua Vestului        | 102           |
|  |   | o |   | Malu Roșu                   | Șoseaua Vestului        | 102           |
|  |   | o |   | Deltei                      | Șoseaua Vestului        | 102           |
|  |   | o |   | 8 Martie↓/Magazin Dacia↑    | Bulevardul Republicii   | 101           |
|  |   | o |   | Piața Mihai Viteazul        | Strada Gheorghe Doja    | 101           |
|  |   | o |   | Colinii                     | Strada Gheorghe Doja    | 101           |
|  |   | o |   | Hale Tramvai                | Strada George Coșbuc    | 101           |
|  |   | o |   | Muzeul de Istorie           | Strada Nicolae Bălcescu | 101           |
|  |   | o |   | Covrului                    | Strada Ștefan cel Mare  | 101           |
|  |   | o |   | 13 Decembrie                | Strada Democrației      | 101           |
|  | ↓ | O | ↑ | Gara de Sud                 | Strada Depoului         | 101           |